# Броль, Жан-Пьер
Жан-Пьер Броль Карденас (исп. Jean Pierre Brol Cardenas;  род. 18 декабря 1982 года, Гватемала) — гватемальский спортивный стрелок, призёр Олимпийских игр 2024 года в Париже. Один из двух олимпийских призёров в истории Гватемалы.

## Биография
Выступал на многих крупных соревнованиях, в том числе и на Олимпийских игр 2012 года в Лондоне. В них гватемалец выступал в мужском трапе, в котором он занял 28-е место. Годом ранее Броль был вторым на Панамериканских играх в Гвардалахаре.
После 40 лет гватемалец добился улучшений в результатах. В 2023 году он стал победителем командного первенства в трапе на Центральноамериканских и Карибских играх и завоевал золото в личном зачете трапа на Панамериканских играх в Сантьяго, отобравшись на Олимпиаду в Париже, на которой он завоевал историческую для своей страны бронзу.
Через день после успеха Броля в аналогичной дисциплине у женщин победу одержала его соотечественница Адриана Руано, ставшая первой Олимпийской чемпионкой в истории Гватемалы.

## Выступления на Олимпийских играх
| Игры        | Дисциплина | Место |
| ----------- | ---------- | ----- |
| Лондон 2012 | Трап       | 28    |
| Париж 2024  | Трап       | 3     |

## Семья
Старшие братья Энрике (род. 1978) и Хеберт (род. 1980) также являются успешными стрелками. Они представляли Гватемалу на Олимпийских играх 2016 года в Рио-де-Жанейро, на которой они заняли в трапе 10 и 20-е место соответственно.